# Амеља
Амеља (итал. Ameglia) је насеље у Италији у округу Ла Специја, региону Лигурија.
Према процени из 2011. у насељу је живело 2617 становника. Насеље се налази на надморској висини од 3 м.

## Становништво
Према резултатима пописа становништва 2011. у општини је живело 4.484 становника.
| 1931. | 1936. | 1951. | 1961. | 1971. | 1981. | 1991. | 2001. | 2011. |
| ----- | ----- | ----- | ----- | ----- | ----- | ----- | ----- | ----- |
| 3.577 | 3.614 | 3.657 | 3.740 | 3.888 | 4.610 | 4.259 | 4.520 | 4.484 |